# Three Melons
Three Melons est un éditeur de jeux sociaux basé à Buenos Aires en Argentine. Il est connu pour avoir développé des jeux vidéo pour iPhone et Internet dont la licence Lego Star Wars et pour avoir produits des mini-jeux pour d'importantes sociétés comme Axe, Coca-Cola, Pepsi ou MTV
En mars 2010, Three Melons est racheté par Playdom puis fin juillet 2010, Playdom est intégré à Disney Interactive Media Group comme filiale de la Walt Disney Company.

## Historique
Le 31 mars 2010, Playdom acquiert le studio de jeux vidéo en ligne Three Melons,.
Le 27 juillet 2010, Disney officialise l'achat de Playdom pour la somme 563,2 millions d'USD et son intégration au Disney Interactive Media Group.

## Production

### Logiciels et technologie
- Camarero un serveur de socket multiutilisateur
- Daiquiri Game Maker comprenant 
  - Daiquiri Game Framework une suite logiciel en Flash de développement de jeu vidéo
  - Daiquiri IDE un environnement de création de jeux basé sur un éditeur WYSIWYG

### Jeux
- Animal Planet - Orangutan Island
- Fluid
- LEGO Exo Force
- LEGO Indiana Jones
- LEGO Star Wars :  The Quest of R2-D2
- Pepsi Footvolley
- Tennis Stars Cup
- The Cho Show Game